# 宽莺蛤
宽莺蛤（学名：Pteria lata），是莺蛤目莺蛤科莺蛤属的一种。主要分布于台湾，常栖息在珊瑚礁海域。